# Интернет в Австралии
Интернет в Австралии впервые появился в 1989 году в университетах через сеть AARNet. Вскоре после этого был организован коммерческий коммутируемый доступ по телефонной линии в Интернет в крупнейших городах, и к середине 1990-х почти вся страна имела широкий выбор среди провайдеров коммутируемого доступа.
В конце 1990-х операторы впервые предложили широкополосный доступ по технологии ADSL.
В июле 2009 года Правительство Австралии совместно с представителями индустрии начали внедрение оптоволоконных сетей.
По состоянию на июнь 2018 года Австралия использовала для широкополосного доступа в Интернет следующие технологии:
| Тип                                 | Число пользователей |
| ----------------------------------- | ------------------- |
| DSL                                 | 3 232 000           |
| Кабель                              | 937 000             |
| Оптоволокно                         | 3 640 000           |
| Спутник                             | 132 000             |
| Постоянное беспроводное подключение | 217 000             |
| Мобильное беспроводное подключение  | 6 561 000           |
| Всего                               | 14 720 000          |

По данным на 2022 год число австралийских домохозяйств, имеющих доступ в Интернет, составляет 89 % от общего числа.

## Комментарии
1. ↑  Впервые подключение к Интернету из Австралии произошло 3 сентября 1983 года по телефонной линии из Дарвина в Калифорнийский университет.